# Louis Schönherr
Louis Ferdinand Schönherr (* 22. Februar 1817 in Plauen; † 8. Januar 1911 in Thoßfell) war ein deutscher Konstrukteur und Unternehmer. 

## Leben

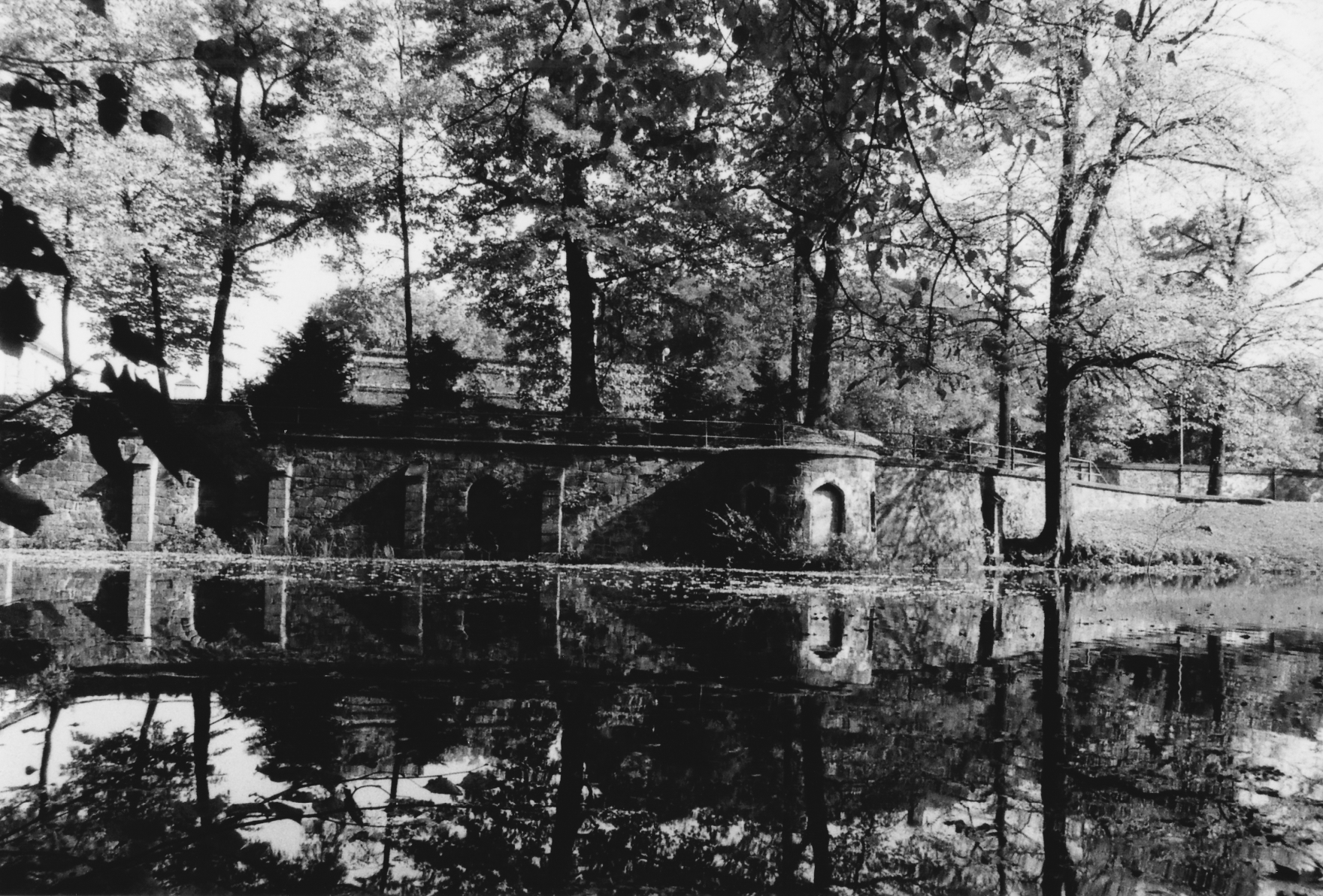
Schönherrpark, direkt neben der Schönherrfabrik

Louis Ferdinand Schönherr wurde 1817 als Sohn der Weberfamilie Christian Wilhelm und Johanne Magdalene Schönherr geboren. Er hatte zwei Brüder und fünf Schwestern. Nach der Schule absolvierte Schönherr eine Ausbildung zum Weber, arbeitete anschließend jedoch als Drehjunge in der Maschinenfabrik von Carl Gottlieb Haubold. Von 1833 bis 1834 absolvierte er, finanziert durch seine Brüder Christian und Wilhelm, an der staatlichen Technischen Bildungsanstalt Dresden eine polytechnische Ausbildung.
Als gelernter Weber verspürte er früh den Wunsch, sich die Handarbeit durch eine neue Webstuhlkonstruktion zu erleichtern. Ab 1836 widmete er sich gemeinsam mit seinem Bruder Wilhelm in seiner eigenen Werkstatt in Niederschlema der Entwicklung von Webstühlen. 1837 bis 1839 absolvierte er Praktika in Leeds und Manchester (Großbritannien). 1840, nachdem Schönherr zusammen mit seinem Bruder bei der Chemnitzer Maschinenbau-Kompanie angefangen hatte, gelang ihm die Konstruktion eines mechanischen Webstuhls für die Tuchproduktion.
1840 heiratete Schönherr die Fleischers- und Gastwirtstochter Christiane Wendler. Aus der Ehe gingen neun Kinder hervor: die Töchter Lulie Berta (* 25. Oktober 1843) und Lydia (* 1858) sowie die Söhne Robert (* 20. Oktober 1844 Plauen), Max Louis (* 22. November 1847 Bermsgrün/Schwarzenberg), Ernst Volkmar (* 24. August 1853), Willi Otto (* 1855 Schlosschemnitz), Paul (* 9. Juli 1857 Schlosschemnitz), Hans Richard (* 5. Januar 1859 Chemnitz) und Hermann Curt (* 15. August 1860 Chemnitz).
Ab 1844 war er im Eisenwerk Erla tätig, wo er erstmals auch Tuchwebstühle produzierte. 1848–1849 war er Stadtabgeordneter in Plauen. 1849 wechselte er gemeinsam mit seinem Bruder zur Maschinenfabrik Götze & Hartmann unter Leitung von Richard Hartmann, beide hatten leitende Positionen im Webstuhlbau des Unternehmens inne.
Der Erfolg ermunterte ihn 1851 zur Gründung einer eigenen Fabrik (später Sächsische Webstuhlfabrik), die ab 1852 von ihm entwickelte mechanische Webstühle produzierte. Somit leistete er einen enormen Beitrag zur Unabhängigkeit von teuren Webstuhlimporten aus Großbritannien.
Schönherr war bereits 1875 finanziell in der Lage, den direkt neben seiner Fabrik gelegenen, nach ihm benannten Schönherrpark zu stiften. 1877 starb seine Frau, 1880 zog er sich schließlich aus dem Geschäftsleben zurück und überließ sämtliche Patente dem Unternehmen. In St. Gallen gründete er ein eigenes Sanatorium.